# Nicolò Longobardo
Nicolò Longobardo (10 tháng 9 năm 1559 - 1654; phồn thể: 龍華民; giản thể: 龙华民; bính âm: Lóng Huámín, Hán Việt: Long Hoa Dân), là một tu sĩ Dòng Tên người Sicilia ở Trung Quốc vào đầu thế kỷ 17. Ông đến đó vào năm 1597, và được gửi đến khu vực Thiều Châu. Ông trở thành người kế vị Matteo Ricci vào năm 1610 với tư cách là Bề trên Tổng quyền của cơ quan truyền giáo Dòng Tên Trung Quốc.
Ông được thay thế làm Bề trên bởi Giovanni Aroccia vào năm 1622, nhưng vẫn tiếp tục giảng đạo ở Trung Quốc cho đến khoảng 90 tuổi.

## Tiểu sử

### Truyền giáo

#### Công kích Tam giáo (Nho giáo, Đạo giáo, Phật giáo)
Ông mang theo cả cái mà Vatican gọi là "Công đồng Tridentino" vào Trung Quốc. Với tinh thần Tridentino, ông buộc tất cả các tin đồ bản địa phải dứt khoát đoạn tuyệt với Tam giáo (Nho giáo, Đạo giáo, Phật giáo), tín ngưỡng truyền thống của cha ông ta, điều mà người tiền nhiệm Matteo Ricci chưa thể làm được.

#### Cấm thờ cúng tổ tiên
Ông đã ra lệnh, buộc tín đồ bản địa triệt phá bàn thờ, ảnh, tượng thuộc tín ngưỡng truyền thống, cấm thờ Khổng Tử, cấm thờ cúng tổ tiên. Lệnh cấm này được xem là một điều sỉ nhục, xúc phạm đối với dân tộc Trung Quốc, một dân tộc mà hai chữ "trung - hiếu" được đặt lên hàng đầu trong đời sống tinh thần của họ. Sự kiện này buộc triều đình phải can thiệp. Triều đình đã đặt Kitô giáo nói chung, Công giáo La Mã nói riêng ngoài vòng pháp luật. Lệnh trục xuất tất cả các thừa sai phương Tây ra khỏi Trung Quốc được ban hành. Công giáo La Mã mất đi cơ hội bành trướng tại Trung Quốc.

## Thay thế làm bề trên
Tên của tu sĩ Dòng Tên cũng xuất hiện trong các nguồn lịch sử là Nicholas Longobardi và Niccolo Longobardi, với năm sinh và năm mất là 1565 và 1655.
Ông được chôn cất tại Nghĩa trang Zhalan của Dòng Tên ở Bắc Kinh.